# 长春东站
长春东站是位于吉林省长春市二道区惠工街的一个铁路车站，长图铁路经过该站，距离长春站3公里。车站隶属沈阳铁路局长春车务段，为长春铁路枢纽的枢纽综合性货运站，承担地区车流及枢纽集装箱业务为主，发送货物以大连港出海的集装箱货物为主，到达货物则为供应长春地区的电煤为主，是二等站。
长春东站到发场和调车场呈纵列式布置。其中到发场设到发线7条（含正线1条）,调车场设调车线11条（含机车走行线1条、牵出线2条）。车站货场设货物装卸线5条：其中整车到发线3条、卸煤线1条、集装箱到发线1条。车站衔接长春热电二厂、长春市东郊煤气公司等多条专用线。

## 历史
1907年由清政府融资主持修建从长春到吉林的吉长铁路。1908年动工，1912年10月末建成通车。在长春的始发终到站点，又被称作清国站，清政府在此建造了一系列附属设施，即吉长铁路长春站街区。站北侧建有吉长铁路局（1973年后为长春市一〇八中学教学楼）、铁路医院、站台、售票处、候车室、办公室、通讯段、电务段、机务段、养路段等，今全部拆除成为长春东站铁路物流货场。车站以南有铁路工厂、护路军营房、扶轮小学（后为长春东站小学，现为长春市第一外语学校四通路校区）、吉长铁路附属中学。 
满洲国成立后，吉长铁路局改称东新京铁路局，长春东站改称东新京站。
解放之後，改名為長春東站。
2007年，停辦所有客運業務。
2008年，撤銷，拆除主站房。同年年底於原址處成立長春鐵路內陸港。貨運站台現已不存。

## 業務範圍
目前僅办理整车、集装箱货物发到及整车货物承运前保管；零担貨物仅办理直达整零货物发到。